# Настя Зухвала
Анастасія В'ячеславівна Бабій (більш відома як Настя Зухвала; нар. 1992, Немішаєве) — українська стендап-комік, радіоведуча, сценаристка та колумністка. Ведуча комедійного шоу «Гомін Аут» на радіо «Промінь». Переможниця телешоу «Розсміши коміка», резидентка клубу «Підпільний стендап». В комедії Зухвалої переважають теми фемінізму, прав людини та самоідентифікації.

## Життєпис
Анастасія Бабій здобула вищу освіту у Київському національному університеті культури і мистецтв. Деякий час, перед тим як професійно зайнятись стендапом, працювала вебдизайнеркою.
Почала займатися стендапом 2015 року. Є резиденткою клубу «Підпільний Стендап». У 2020—2021 роках — учасниця шоу «Гуднайтклаб», коментаторка шоу «Богиня шопінгу». З вересня 2022 року разом з Антоном Тимошенком та Єгором Шатайлом є ведучою шоу «Гомін Аут» на радіо «Промінь».
11 червня 2022 року одружилася зі стендап-коміком Сергієм Ліпком. У лютому 2022 року чоловік добровільно долучився до 241-ї бригади територіальної оборони та, з часом, опинився в зоні бойових дій.